# Museo Roberto Papi
Il Museo Roberto Papi  ha sede nello storico Palazzo Galdieri a Salerno. Istituito nel settembre 2009, raccoglie un'importante collezione di strumenti medico-chirurgici raccolti da Mario Papi. Il museo risulta essere dedicato a Roberto Papi (figlio di Mario Papi) prematuramente scomparso e a cui è intitolato il museo.

## Il museo
Con la sua raccolta di strumenti ed attrezzi medico-chirurgici databili tra il XVII e il XX secolo, costituisce a livello mondiale uno dei più importanti musei per quantità di materiale ed interesse scientifico.
È stata, quindi, allestita un'esposizione permanente di pezzi appartenenti a quasi tutte le branche della medicina come oculistica, chirurgia, ortopedia, odontoiatria, cardiologia, pneumologia e attrezzi della farmaceutica, materiale per anestesia e vaccinazioni. 
Inoltre, sono state ricreate scene di vita medica, studi odontoiatrici, ospedali da campo e arredamenti farmaceutici.